# J-League Challenge Cup Sub-17 de 2015
A J-League Challenge Cup Sub-17 de 2015 foi a primeira edição desta competição restrita à categoria sub-17 e organizada pela Associação de Futebol do Japão. Realizada entre os dias 21 e 23 de setembro, a competição foi disputada por oito clubes, sendo quatro locais e quatro estrangeiros.
Na primeira fase, as oito equipes participantes foram divididos em dois grupos com quatro equipes cada, classificando-se as duas melhores colocadas de cada grupo. Na segunda fase, os confrontos tornaram-se eliminatórios até a final; as demais equipes eliminadas disputaram um jogo extra para determinar as posições da classificação final.
O Yokohama F. Marinos conquistou o título ao derrotar o Matsumoto Yamaga. Na decisão, a equipe de Yokohama venceu por 3 a 1, sagrando-se campeão do torneio.

## Regulamento
Na primeira fase, as oito equipes foram divididas em dois grupos com quatro equipes cada, enfrentando-se os adversários do próprio grupo. Após os confrontos, as duas melhores de cada grupo se classificaram para as semifinais. A partir da segunda fase, os confrontos se tornaram eliminatórios até a final.
As equipes eliminadas na primeira fase fizeram um jogo extra contra o adversário de sua mesma posição do grupo oposto, cada jogo durou 65 minutos.

### Critérios de desempates
Em caso de igualdades, os seguintes critérios de desempates foram adotados:
- Saldo de gols;
- Gols marcados;
- Confrontos entre as equipes;
- Sorteio.

### Participantes
As oito equipes participantes foram listadas abaixo:
Equipes locais
- Kashima Antlers
- JEF United Chiba
- Yokohama F. Marinos
- Matsumoto Yamaga

Equipes estrangeiras
- Chonburi
- Ulsan
- PVF
- Zhejiang Greentown

## Primeira fase

### Grupo A
Resultados

### Grupo B
Resultados

## Fase final
|  | Semifinais          | Semifinais          |   |                | Final            | Final |  |
|  |                     |                     |   |                |                  |       |  |
|  | 23 de setembro      |                     |   |                |                  |       |  |
|  | Ulsan               | 2                   |   |                |                  |       |  |
|  | Matsumoto Yamaga    | 3                   |   |                |                  |       |  |
|  |                     |                     |   |                |                  |       |  |
|  |                     |                     |   |                | 23 de setembro   |       |  |
|  |                     |                     |   |                | Matsumoto Yamaga | 1     |  |
|  |                     | Yokohama F. Marinos | 3 |                |                  |       |  |
|  |                     |                     |   |                |                  |       |  |
|  |                     |                     |   |                |                  |       |  |
|  |                     |                     |   |                | Terceiro lugar   |       |  |
|  | 23 de setembro      | 23 de setembro      |   | 23 de setembro | 23 de setembro   |       |  |
|  | Kashima Antlers     | 1                   |   | Ulsan          | 3                |       |  |
|  | Yokohama F. Marinos | 3                   |   |                | Kashima Antlers  | 1     |  |

## Premiação
| J-League Challenge Cup Sub-17 de 2015    |
| Japão                                    |
| ---------------------------------------- |
| Yokohama F. Marinos Campeão (1.º título) |